# Phong lan miệng rồng

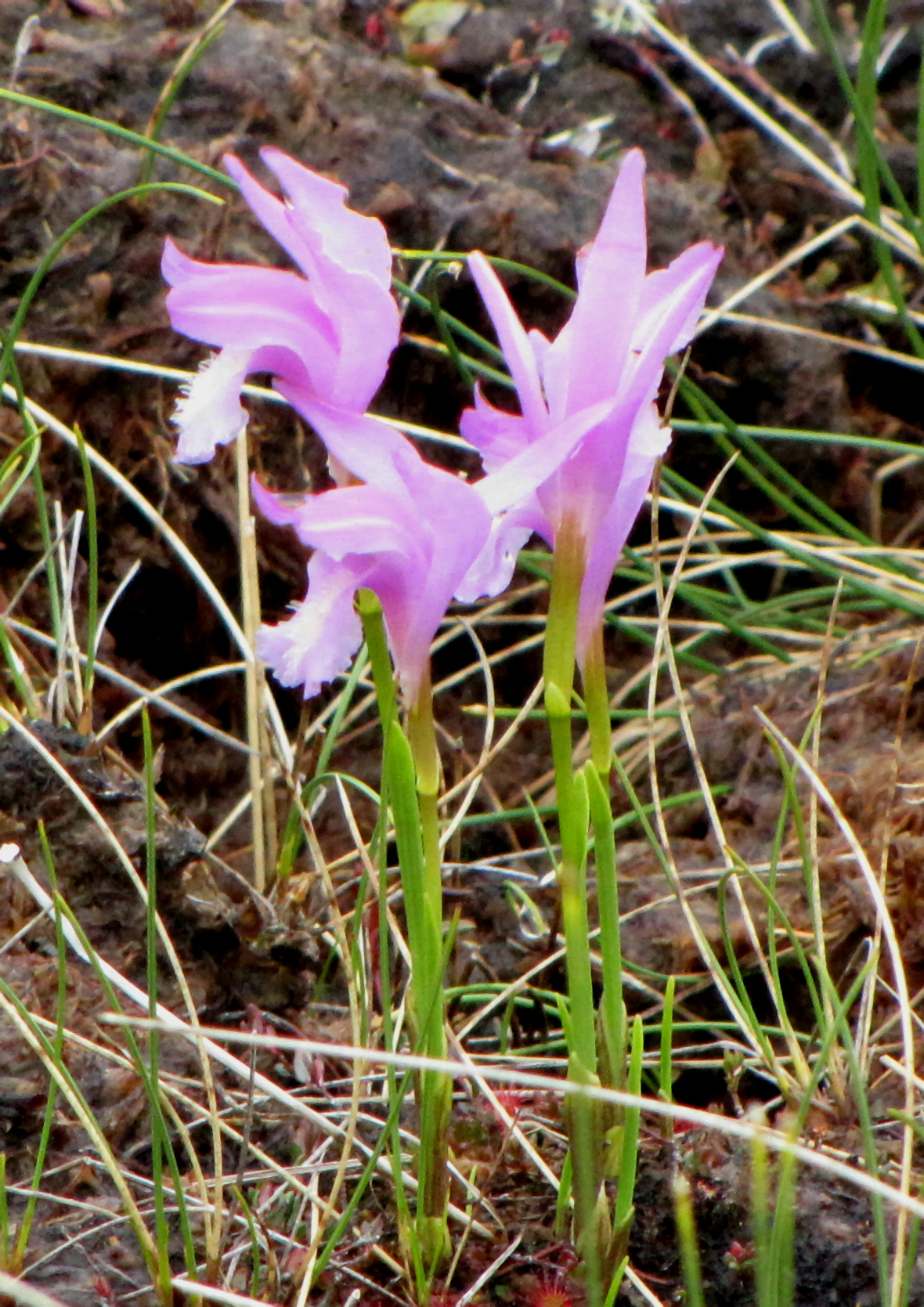
Western Brook Pond Trail, Gros Morne National Park, Newfoundland and Labrador

Arethusa bulbosa, thường gọi là Phong lan miệng rồng, là loài duy nhất của chi phong lan Arethusa. Chi này được đặc tên theo một naiad của thần thoại Hy Lạp. Chi duy nhất này được viết tắt Aret trong các tạp chí thương mại.
Loài phong lan đất và rất hiếm này mọc ở các vùng ôn hòa Bắc Mỹ, chủ yếu ở Đông Canada và Đông Hoa Kỳ. It occurs in bãi lầy, swamps and other lowland humid places. Nó cao 15 cm. It forms a large, single, pink terminal flower, with a showy lip and white and yellow fringed crests.

## Hình ảnh

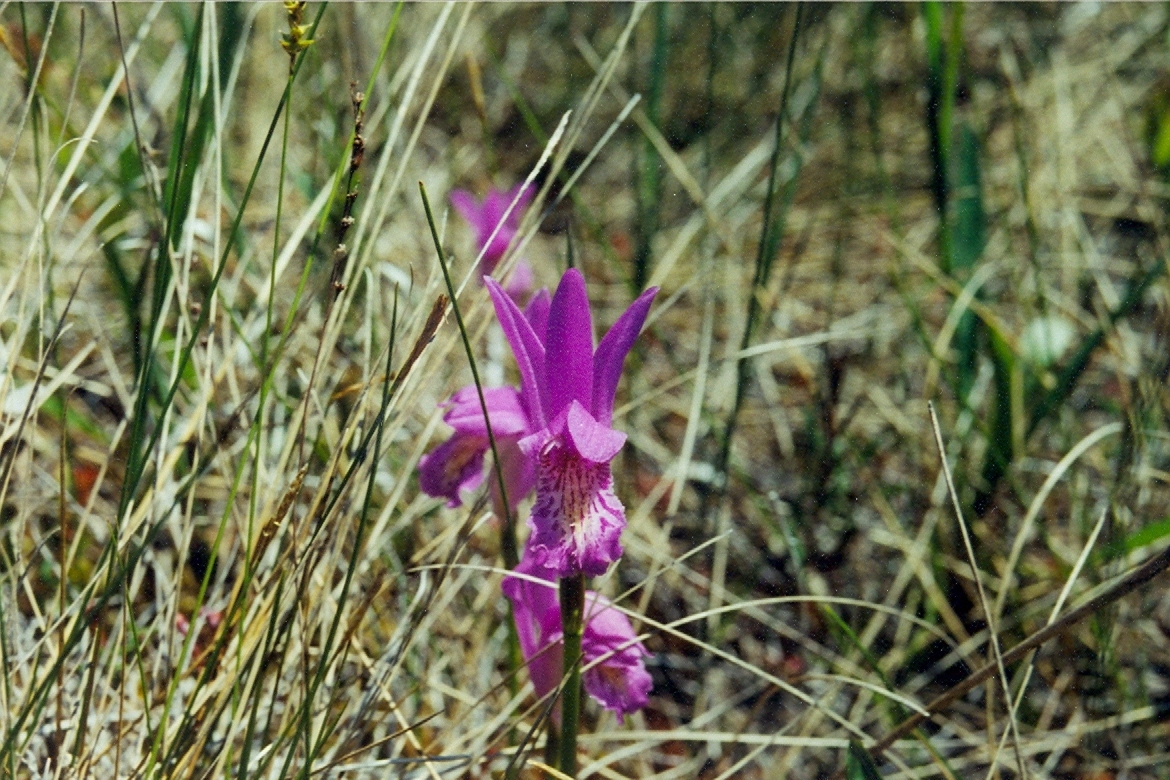
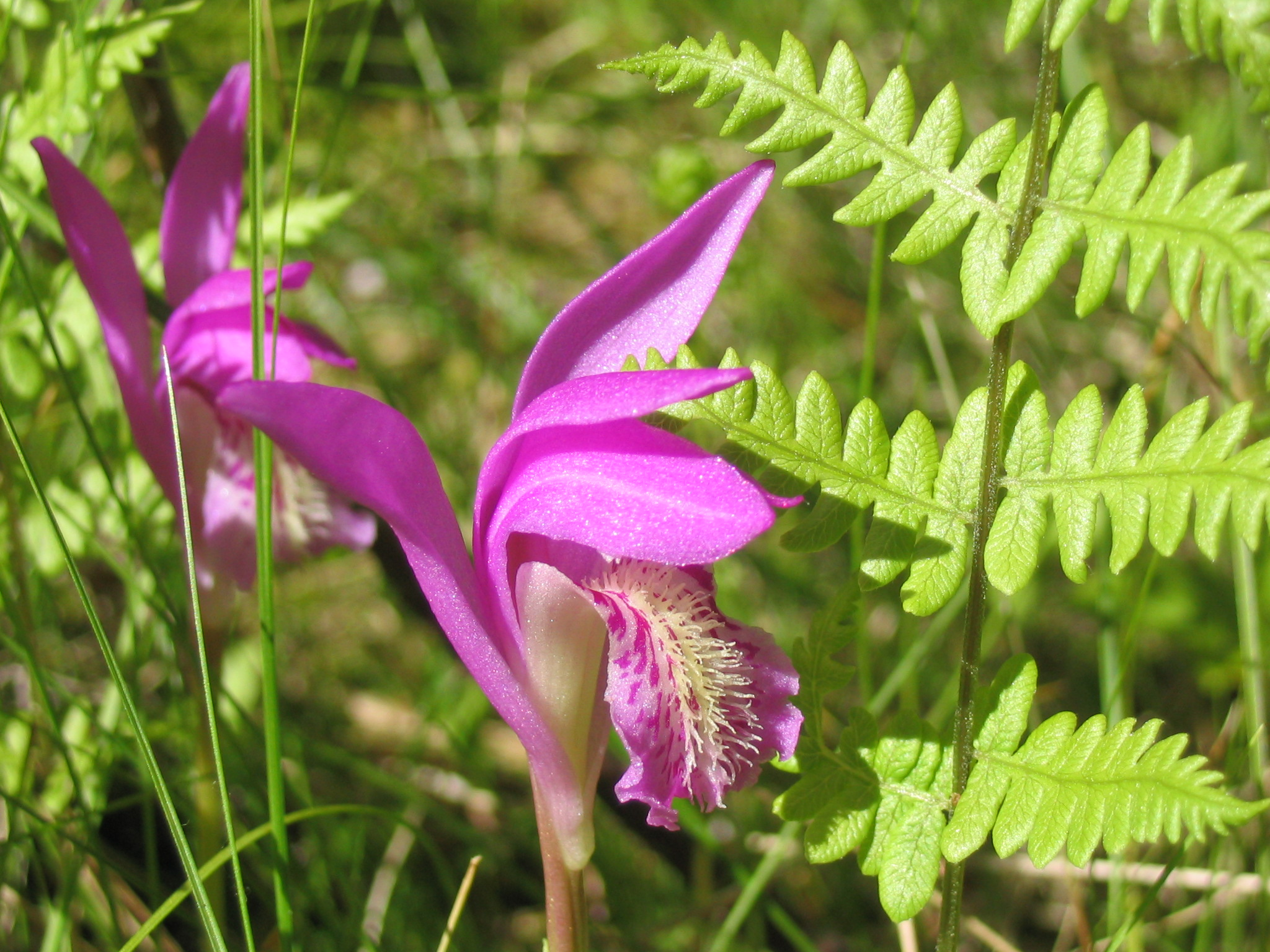
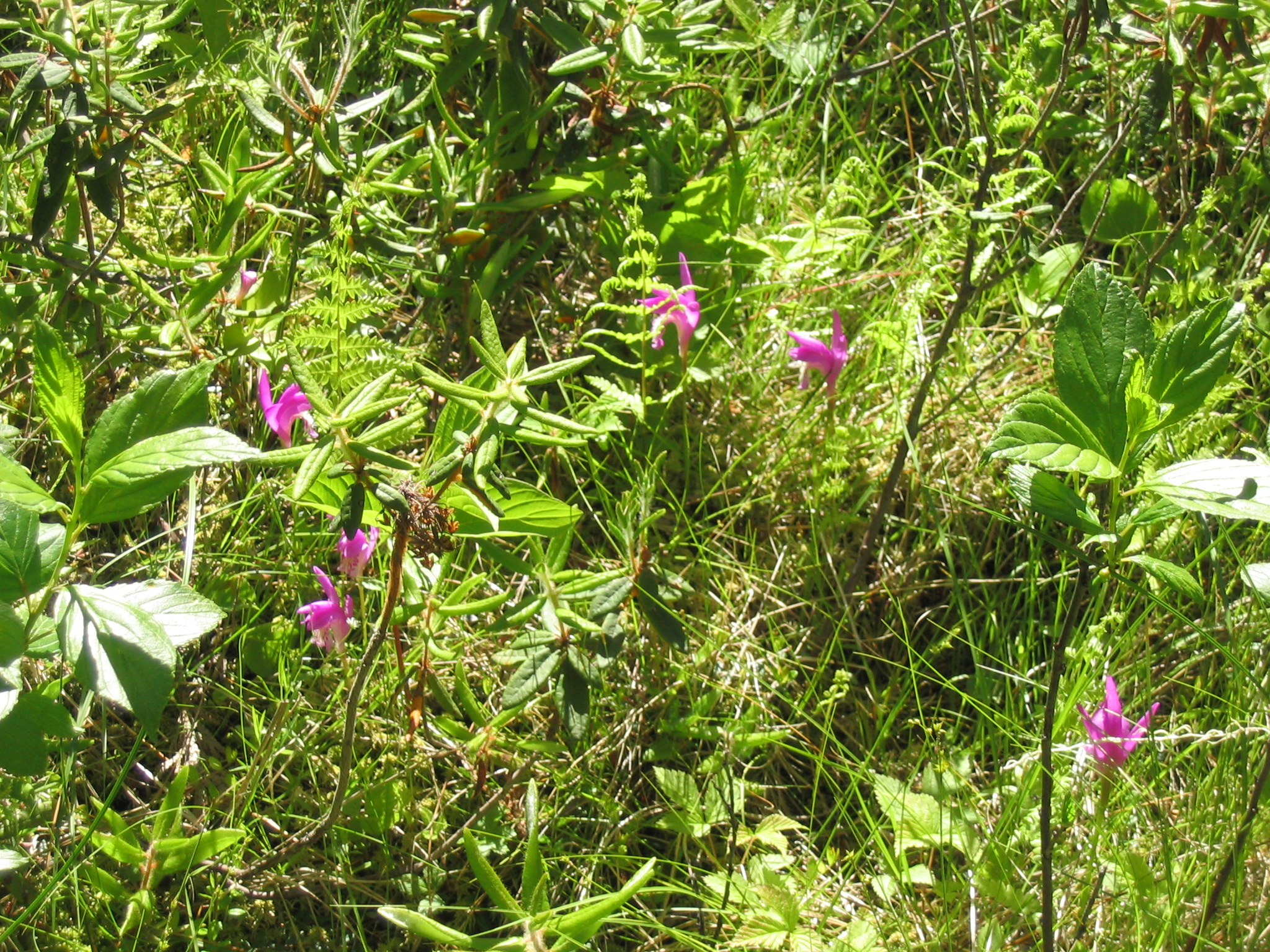